# Горох, Валентин Викторович
Валенти́н Ви́кторович Горо́х (укр. Валентин Вікторович Горох; род. 14 февраля 2001, Славута, Хмельницкая область) — украинский футболист, вратарь клуба «Верес».

## Клубная карьера
Родился в городе Славута, Хмельницкая область. Воспитанник ДЮСШ «Штурм» из соседнего города Костополь, а в 2015 году попал в структуру львовских «Карпат». В конце июля 2018 подписал первый контракт с «зелено-белыми», после чего переведен в юношескую команду клуба. В следующем году дебютировал за молодежную команду львовян, за которую провел 1 матч, после чего снова играл за юношескую команду «Карпат». В начале 2020 года главный тренер клуба Роман Санжар привлекал юного вратаря к тренировкам с первой командой. За первую команду «зелено-белых» дебютировал 30 августа 2020 в проигранном (0:4) выездном поединке кубка Украины против «Эпицентра». Валентин вышел на поле в стартовом составе, а на 80-й минуте его заменил Назар-Стефан Сасс. Во Второй лиге Украины дебютировал 19 сентября 2020 в победном (4:1) домашнем поединке группы А против «Чернигова». Горох вышел на поле в стартовом составе и отыграл весь матч. В сезоне 2020/21 годов отыграл 17 матчей во Второй лиге и 1 поединок в кубке Украины.
В июле 2021 подписал контракт с «Александрией», где сразу же был переведен в юношескую команду «желто-черных». В футболке первой команды «александрийцев» дебютировал 22 сентября 2021 в победном (3:1) выездном поединке 1/16 финала кубка Украины против симферопольской «Таврии». Валентин вышел на поле в стартовом составе и отыграл весь матч.

## Карьера в сборной
Выступал за юношеские сборные Украины (U-17) и (U-18).